# فاسيليس مازاراكيس
فاسيليس مازاراكيس (باليونانية: Βασίλης Μαζαράκης)‏ مواليد 9 فبراير 1980 في أثينا، هو لاعب كرة مضرب يوناني سابق بدأ مسيرته كمحترف سنة 1999 وكان يلعب باليد اليمنى. أعلى تصنيف له في الفردي كان المركز الـ 115 في سنة 2005. أعلى تصنيف له في الزوجي كان المركز الـ 101 في سنة 2006. سبق أن شارك في دورة الألعاب الأولمبية الصيفية.

## النهائيات

### الزوجي: 1 (0–1)
| الحصيلة | الرقم | السنة | الدورة                            | الأرضية | الشريك         | المنافس في النهائي           | النتيجة في النهائي |
| ------- | ----- | ----- | --------------------------------- | ------- | -------------- | ---------------------------- | ------------------ |
| الوصافة | 1.    | 2006  | بطولة بوينس آيرس للتنس, الأرجنتين | ترابية  | بوريس باشانسكي | فرانتيسيك تشيرماك ليوس فريدل | 1–6, 2–6           |

## روابط خارجية
- فاسيليس مازاراكيس على موقع رابطة محترفي التنس (الإنجليزية)
- فاسيليس مازاراكيس على موقع الاتحاد الدولي لكرة المضرب (الإنجليزية)
- فاسيليس مازاراكيس على موقع كأس ديفيز (الإنجليزية)
- فاسيليس مازاراكيس على موقع خلاصة التنس.كوم (الإنجليزية)
- فاسيليس مازاراكيس على موقع أوليمبيديا (الإنجليزية)